# Гаханы
Гаханы — село в Эхирит-Булагатском районе Иркутской области России. Административный центр Гаханского муниципального образования.

## География
Находится примерно в 28 км к северу от районного центра и в 100 км от Иркутска.

## Топонимика
Название Гаханы происходит от бурятского гахай — свинья, гахайн — свиной. 
По приданиям, когда-то на баяндаевской земле жил человек по имени Айдай. Он купил корову в Бохане и жил не тужил, пока однажды она не пропала. В поисках Айдай пришел на реку Зурцаганку, где и нашел свою буренку, пасшуюся на густой и сочной траве пастбища. Глядя на чистейшую воду реки и многообразие сочной травы, Айдай решил поселиться в этой местности, так появилась деревня Айдай, ныне Зурцаган. Здесь у Айдая родились пять сыновей: Абгалдай, Тармай, Малахой, Отхон и Башхан (Бажехан). Один из сыновей, Башхан, водил скот в соседнюю местность, особенно её любили свиньи. Местность стала называться Гаханами. Позже Башхан переселился в эту местность и образовался улус Бажехан, а потом и улус Гаханы, когда другие люди стали переселяться в эти благоприятные для выпаса скота земли.
Гаханы до сих пор делятся на нижний Бажехан, нижний Гахан и верхний Гахан. 
Версия о том, что с тюркских языков это означает охотник, маловероятна и, скорей всего, является народной этимологией.

## Население
По данным Всероссийской переписи, в 2010 году в селе проживало 757 человек (361 мужчина и 396 женщин).